# 鈴木孫彦
鈴木 孫彦（すずき まごひこ、1878年1月5日 - 1930年4月25日）は、日本の会計学者、俳人。初代専任京城高等商業学校校長。

## 人物・経歴
静岡県磐田郡向笠村生まれ。1899年高等商業学校（現一橋大学）本科卒業。1904年同校専攻科卒業。1905年熊本県立商業学校教諭。1907年同校長。
1909年山口高等商業学校教授。1917年からイギリス、アメリカ合衆国、フランスに留学し、帰国後、1921年から京城高等商業学校校長を務め、朝鮮総督府の意向に反し、朝鮮民族美術館設立を支持した。
1927年叙従四位。1928年病気のため辞任し、山口市後河原の自宅で療養していたが、1930年に死去した。俳人としても活動し、俳号は芒生。妻のチヨノは楢崎国太郎元山口県会議員の子。

## 著書
- 『新案商業簿記』（近藤英三と共著）宝文館 1909年
- 『新案銀行簿記提要』（近藤英三と共著）宝文館 1911年
- 『商業簿記』（近藤英三と共著）宝文館 1916年
- 『銀行簿記 : 改定』（近藤英三と共著）宝文館 1916年
- 『改定商業簿記』（近藤英三と共著）宝文館 1916年